# Lifehacker
Lifehacker – blog poświęcony ciekawostkom ze świata techniki i optymalizacji życia codziennego.
Lifehacker został założony w 2005 roku. W ciągu miesiąca witrynę odwiedza ponad 14 mln użytkowników. 